# Prieuré de Saint-Orens d'Auch
Pour les articles homonymes, voir Prieuré de Saint-Orens.
Le prieuré de Saint-Orens d'Auch est un ancien prieuré clunisien situé à Auch, dans le département du Gers en région Midi-Pyrénées et dans la province historique de Gascogne.
Un lieu de culte paléo-chrétien, connu sous le vocable de Saint-Jean-de-L'Aubépine, est établi au IIIe siècle sur la rive droite du Gers. Lieu de sépulture des premiers évêques d'Auch, il reçoit, au Ve siècle,o⁹ le nom de saint Orens. Une abbaye bénédictine est fondée en 960 et transformée en prieuré lors de son rattachement à l'abbaye de Cluny en 1068. Les moines de Saint-Orens cohabitent tant bien que mal avec le clergé établi dans l'enceinte protégeant la nouvelle église métropolitaine Sainte-Marie, avec lequel ils doivent partager leurs prérogatives sur les droits de sépulture. Les orientains sont finalement sécularisés au XVIIIe siècle. Après la Révolution, les Ursulines investissent les lieux. L'église de la paroisse moderne Saint-Orens est reconstruite à l'emplacement de la sénéchaussée après le Concordat. À la dissolution de la congrégation en 1904, les bâtiments subsistants du Prieuré sont rachetés par la commune et inscrits à l'inventaire des monuments historiques en 1947. Le site abrite les écoles maternelle et primaire de la basse ville, le collège puis lycée de jeunes filles, et enfin le collège mixte Sadi-Carnot. À nouveau endommagé par les inondations de 1977 en Gascogne, il est désaffecté dans l'attente de travaux de restauration.

## Localisation
Le prieuré de Saint-Orens se trouve dans la basse ville d'Auch, dans le département du Gers en région Midi-Pyrénées et dans la province historique de Gascogne. Il est situé sur la rive gauche du Gers, entre le pont du Prieuré (anciennement passerelle du Prieuré) et le pont de la Treille (construit au XIXe siècle à l'emplacement du bac à traille primitif). L'emprise des bâtiments, dans sa plus grande extension, occupait l'îlot actuellement délimité par le boulevard Sadi-Carnot à l'est (ils s'étendaient jusqu'aux rives du Gers avant la création de la route nationale 21), les rues Gilbert Brégail (anciennement rue de la Passerelle) au sud, Diderot (anciennement rue du Prieuré) à l'ouest, et Viala (anciennement rue du Petit Saint-Orens) au nord,,.

Boulevard Sadi-Carnot, entre pont du Prieuré et pont de la Treille
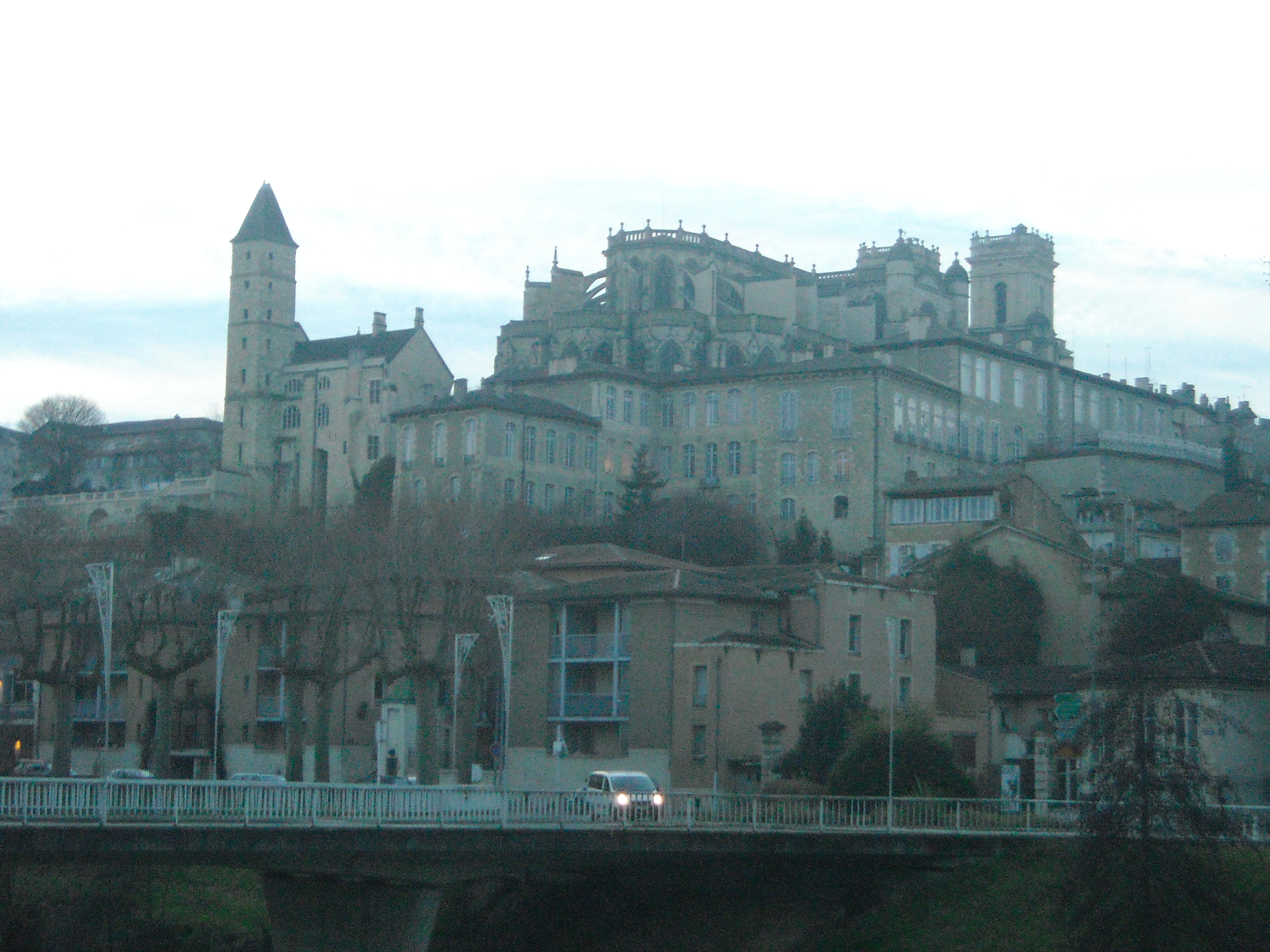
Pont du Prieuré
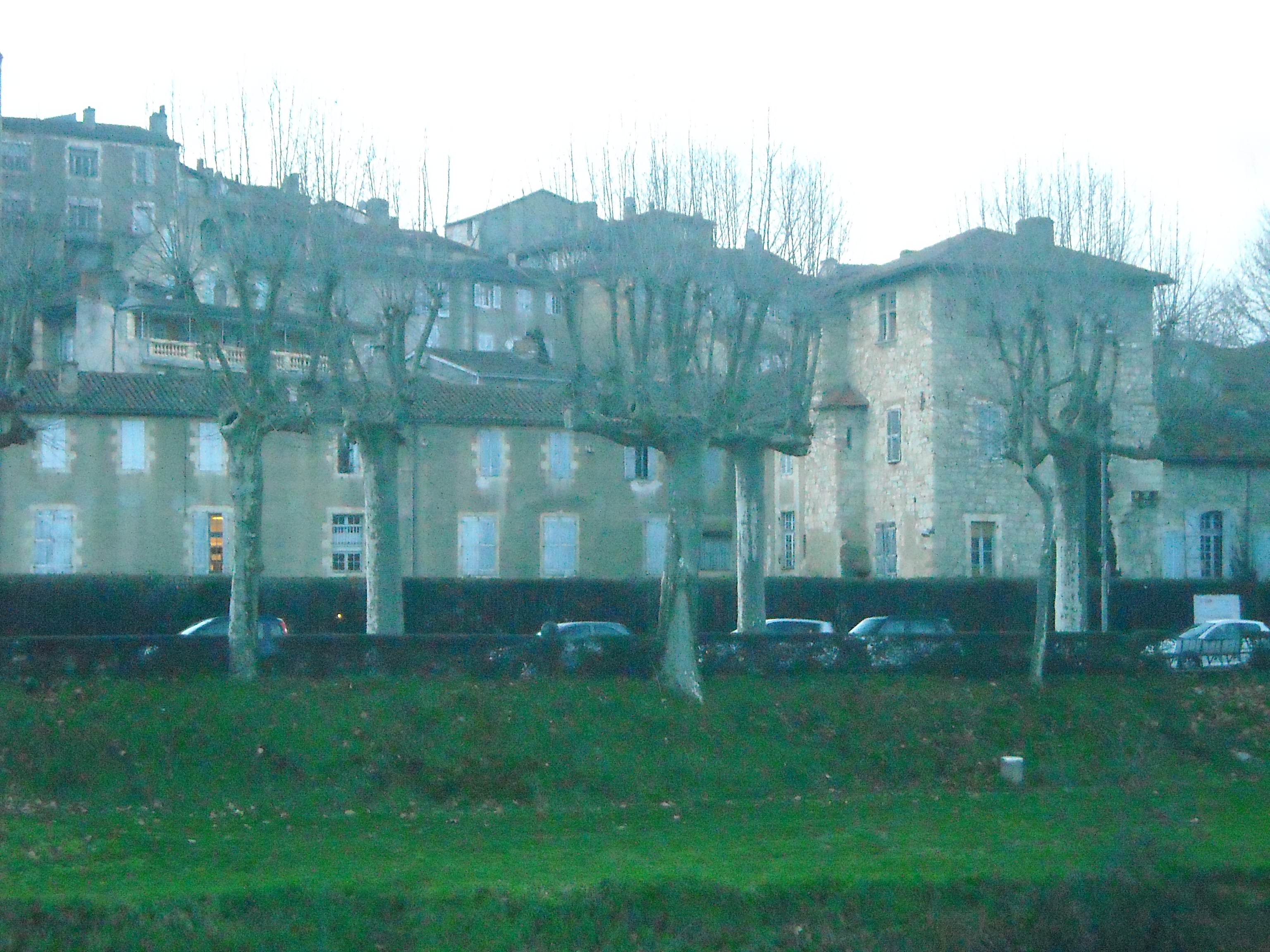
Boulevard Sadi-Carnot
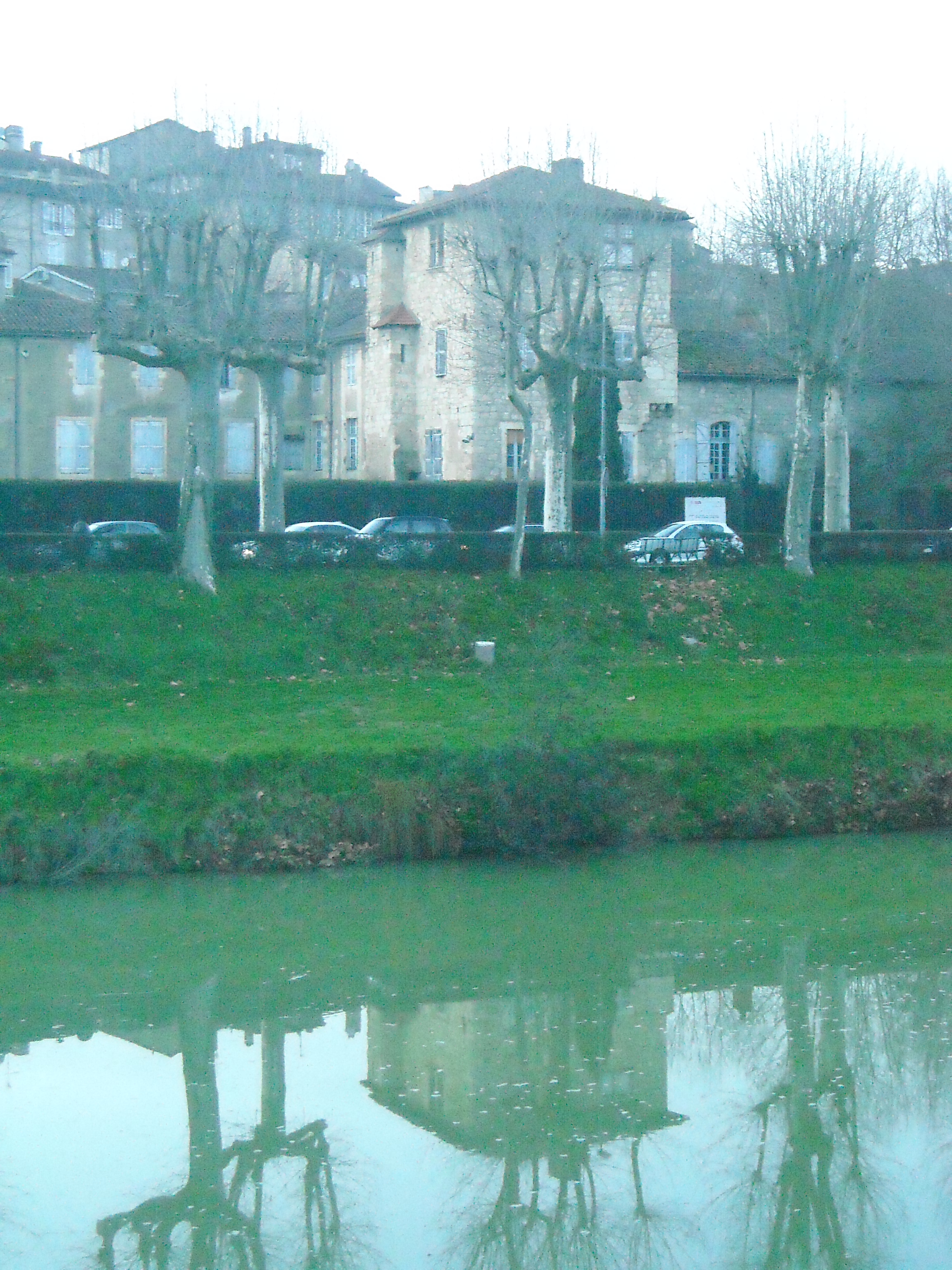
Reflet dans le Gers
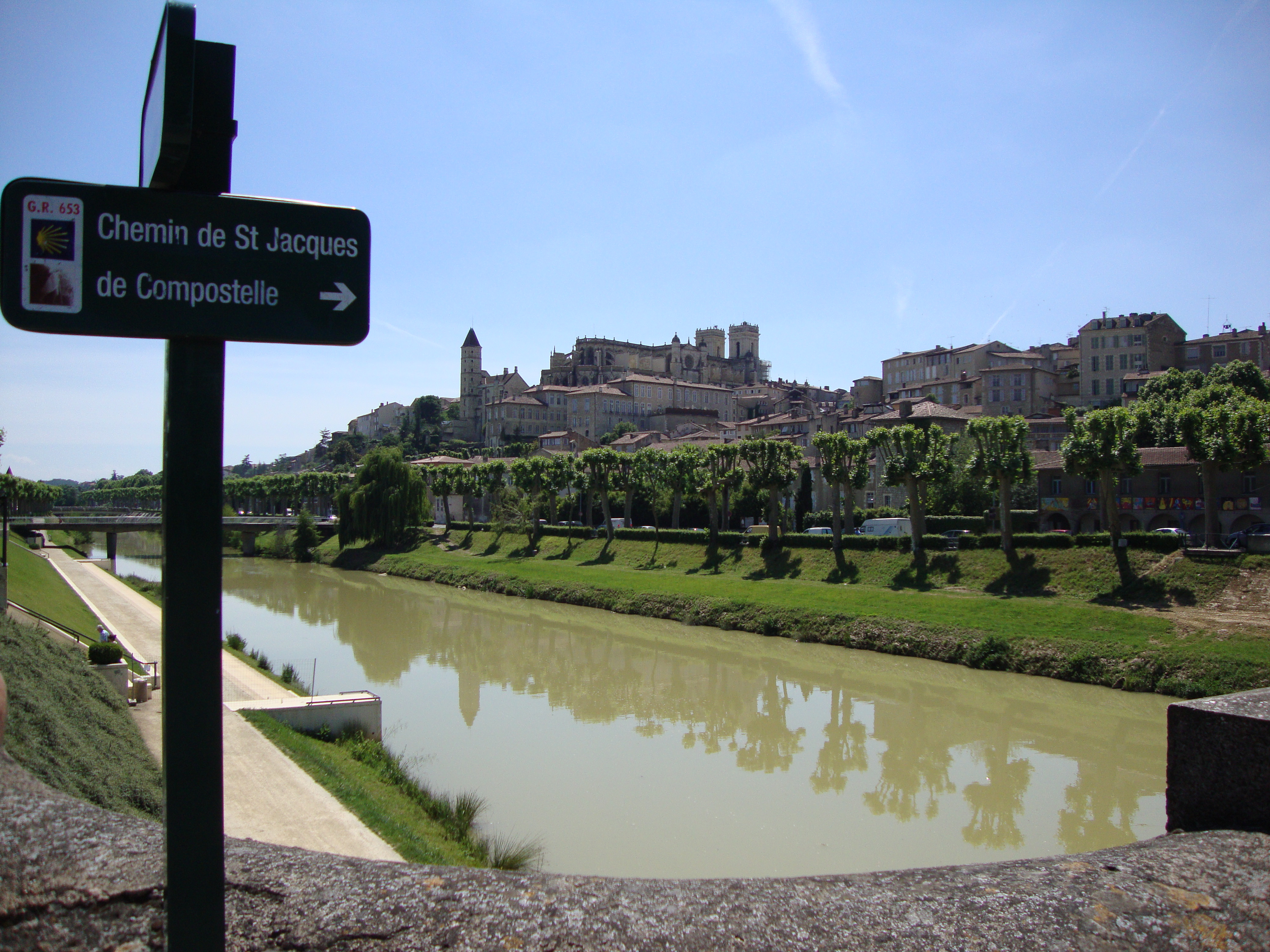
Pont de la Treille

## Conservation du patrimoine
Une grande partie de l'édifice du prieuré de Saint-Orens a disparu sous l'effet conjugué du temps, des vandalismes, et des restructurations successives. Seules subsistent trois travées voûtées sur croisée d'ogives de la chapelle prieurale et l'imposante tour carrée présentant des fenêtres à croisillons et une bretèche, remontant au XIVe siècle. Les bâtiments subsistants bénéficient d'une protection au titre des monuments historiques dont le périmètre, défini par l'arrêté d'inscription du 30 mai 1947, concerne les trois travées de la chapelle et la tour. Actuellement à l'état d'abandon, le site est en attente des travaux nécessaires à sa conservation.

## Historique

### Antiquité

#### Saint Taurin
Après le sac d'Eauze vers 293, saint Taurin se réfugie à Auch. La cité gallo-romaine des Ausques se trouve depuis la conquête de la Gaule aquitaine par Jules César au Ier siècle av. J.-C. sur la rive droite du Gers. Au IIIe siècle la limite nord de la cité novempopulanienne d'Augusta Auscorum se situe au niveau du confluent avec le ruisseau du Lastran. Plus en aval s'est établi, d'abord secrètement, dès les débuts de la christianisation, un lieu de culte dédié à saint Pierre,.

#### Saint-Jean-de-l'Aubépine
C'est encore plus en aval, et sur la rive gauche, en dehors de l'enceinte de la cité gallo-romaine, dans une église vouée aux deux saints Jean, le Baptiste et l'Évangéliste, désignée sous le nom de Saint-Jean-de-l'Aubépine et entourée d'un important cimetière, que Taurin dépose les reliques de ses prédécesseurs avant d'y être lui-même inhumé après avoir subi le martyre en forêt de Verdale près d'Aubiet en 313. Il a auparavant remplacé le temple de Vénus situé sur l'emplacement de la future cathédrale par un oratoire dédié à sainte Marie. Saint-Jean-de-l'Aubépine est dès lors le siège des premiers évêques d'Auch, également ensevelis dans l'église comme saint Clair, autre martyr, décapité à Lectoure dans les premiers temps de l'évangélisation.

#### Saint Orens
À la fin du IVe siècle, saint Orens est arraché de son ermitage du Lavedan par une délégation du clergé auscitain qui l'a choisi pour assurer la charge pastorale du diocèse. Sa lutte contre le paganisme et sa défense de la cité contre les Vandales lui valent l'élection au rang de Defensor civitatis et la vénération des fidèles. À sa mort vers 450, il est enseveli à Saint-Jean-de-l'Aubépine, rebaptisée Saint-Orens, et autour de laquelle s'établit une première communauté monastique.

### Moyen Âge

#### Saint-Martin siège épiscopal
Au début du VIe siècle, Clovis accorde à Perpétue, cinquième successeur de saint Orens, la juridiction entière de la ville et de ses églises. Assortissant son ordonnance de dons personnels, le roi des Francs fait ériger à ses frais, dans l'enceinte de la cité gallo-romaine sur la rive droite du Gers,, une fastueuse église dédiée à saint Martin. Le nouvel édifice devenant le plus important de la province, le siège épiscopal y est transporté, conformément aux prescriptions du quatrième concile de Carthage. L'évêque nomme un supérieur claustral à la direction du monastère de Saint-Orens, qui obéit désormais à la règle de saint Augustin, et lui confie la charge du faubourg alentour.
Léothade, abbé de Moissac, est choisi pour être, à la fin du VIIe siècle, le trente-sixième évêque d'Auch. Il meurt en Bourgogne où il se rend en ambassade. Le duc d'Aquitaine, Eudes, son parent, fait transférer son corps à Auch. Il est inhumé à Saint-Orens, où se pratiquent les sépultures de la cité gallo-romaine, dans un sarcophage roman de marbre blanc finement sculpté.
L'oratoire Sainte-Marie sur l'ancien oppidum des Ausques, l'église et le monastère de Saint-Orens sur la rive gauche du Gers, la basilique Saint-Martin, l'habitation claustrale des évêques, et toute la cité gallo-romaine d'Augusta Auscorum, sur la rive droite, sont victimes au VIIIe siècle des coups portés par les Sarrasins dans toute la Vasconie.

#### Abbaye bénédictine de Saint-Orens
Couronné roi d'Aquitaine, Louis le Pieux s'attache, dès la fin du VIIIe siècle, à restaurer discipline cléricale et dignité sacerdotale bien mises à mal et à remettre sur pied l'enseignement profane comme sacré dans les écoles cathédrales et monastiques. À Auch, les moines de Saint-Orens se placent sous le patronage de saint Benoît dont la règle s'accorde à leur dénuement. Ils relèvent patiemment le monastère de la ruine pour le voir à nouveau pillé par les Normands. Seuls les sarcophages en marbre blanc de saint Clair et de saint Léotade échappent à leur convoitise. Ce n'est qu'au milieu du IXe siècle que les Orientains parviennent à reconstituer leur communauté et leur cloître ébranlés.
Dans le même temps, Taurin II, 51e évêque d'Auch, remplace la basilique Saint-Martin par un nouvel édifice, non plus sur la rive droite, mais à l'emplacement de l'oratoire à sainte Marie érigé par Taurin Ier sur l'ancien oppidum des Ausques plus de cinq siècles auparavant. Il entoure la nouvelle église de la résidence des clercs destinés à son service leur accordant droits et revenus sur leur nouvelle parcelle ainsi que la propriété du moulin de Chelère (pour moulin des Clercs), par la suite accaparé par les comtes de Fezensac. C'est à cette époque que Sainte-Marie d'Auch est élevée au titre de caput provinciae, et le successeur de Taurin II, Ayrard, à celui d'archevêque.
De leur côté, les moines de Saint-Orens qui avaient temporairement inféodé leur propriété aux seigneurs de Montaut, l'une des quatre baronnies du Fezensac, supposés les défendre contre les invasions, se trouvent confrontés aux plus grandes difficultés pour récupérer leur bien. Cependant, le partage du domaine à la mort du comte Guillaume Garcie, en 960, crée un revirement inattendu : Odon, le successeur de la lignée des Fezensac, bâtit une abbaye sur les ruines d'Eauze qui lui échoit et Bernard-le-Louche, qui reçoit l'Armagnac en apanage, prend en charge la reconstruction du monastère de Saint-Orens d'Auch après l'avoir échangé contre les terres de Villepinte ou Villepeinte ou Villepique .
Débutent alors les travaux qui vont métamorphoser le site et lui donner l'emprise qui est la sienne encore au XXIe siècle (à l'exception du boulevard Sadi-Carnot, le monastère se déployant alors jusqu'aux rives du Gers) : nivellement du sol au moyen d'une coupe franche dans la colline, du nord au sud, sur une longueur de 75 m et une hauteur de 4 m, tracé, à l'ouest, de la rue du Prieuré (actuelle rue Diderot) et, d'ouest en est, sur 65 m de chaque côté, des deux descentes vers la rivière (les actuelles rues Gilbert Brégail et Viala) ; fondation et élévation des nouveaux bâtiments du cloître, dont les quatre galeries de 18 m chacune entourent un préau découvert, et de l'église abbatiale, adossée à la galerie nord du cloître, sur un axe ouest-est de 52 m, avec une largeur de 9,50 m, un transept de 24,85 m et trois chapelles absidiales. Parallèle au chevet, éclairé par des baies percées à l'est, s'ouvre, par le croisillon sud sur la nef voûtée en berceau, l'avant-chœur voûté de même. À l'extérieur, est alignée, entre les contreforts du mur nord de l'avant-chœur, une série de tombes profondes et étroites en pierres d'assise, suivie d'une seconde rangée, séparées par des pierres d'appareil. À l'intérieur de l'église, le même type de tombes est disposé au droit du mur pignon ouest dans le même alignement. Le soin apporté à ces constructions dénote le souci de Bernard-le-Louche de faire de l'église sa dernière demeure et celle de son ancêtre Sanche Mitarra. Par ailleurs, les anciennes constructions, reprises en sous-œuvre au niveau de la rue du Prieuré et confortées par un mur de soutènement, sont utilisées comme celliers et surmontées des pièces nécessaires à la réalisation des travaux monastiques pendant que les cellules prennent place au-dessus du cloître, surplombant le préau.
Sans doute les craintes fondées sur l'approche de l'an mille refroidissent-elles les enthousiasmes et ralentissent-elles le rythme de la construction. Toujours est-il que Bernard-le-Louche meurt en 995 sans voir l'achèvement de son œuvre. Il a cependant pris les dispositions nécessaires pour assurer la pérennité du monastère à la tête duquel il a placé un abbé.

#### Saint-Orens prieuré clunisien
Passé l'an mille, les travaux de construction reprennent sous les auspices de l'abbé Austinde nouvellement élu et du comte d'Armagnac Bernard II Tumapaler. Nommé d'archevêque d'Auch, Austinde poursuit la reconstruction de Sainte-Marie et fonde la ville de Nogaro avec le soutien de Guillaume Astanove, cinquième comte de Fezensac, laissant à l'abbé Raymond, son successeur, la charge de terminer les travaux à Saint-Orens. En 1068, Hugues de Cluny représentant l'autorité pontificale, préside à Auch, en présence des évêques suffragants des Vasconies ultérieure et citérieure et des abbés et seigneurs de Novempopulanie, le concile provincial lors duquel Saint-Orens est uni à l'abbaye de Cluny avec rang de prieuré. Les séances se tiennent vraisemblablement entre les murs du nouveau cloître du fait du chantier en cours à la cathédrale. En raison du coût de sa propre reconstruction, et en l'honneur de son saint patron, le monastère auscitain est dispensé du versement annuel à la fabrique du quart de la dîme, imposé par le concile à toutes les églises de la province pour la reconstruction des cathédrales de leur circonscription, ruinées par les invasions.
À l'abbé Raymond, dernier abbé de Saint-Orens, mort l'année du concile, succède, en qualité de premier prieur, Guillaume, le fils du baron Bernard de Montaut. Austinde, mort la même année, est inhumé comme ses prédécesseurs dans l'église du prieuré de Saint-Orens. Guillaume accède à son tour au siège d'archevêque d'Auch et assiste au concile de Toulouse que préside encore Hugues de Cluny prescrivant aux évêques de se rapprocher de leurs cathédrales. À Auch, ceux-ci ont toujours leur résidence à Saint-Martin et n'administrent la métropole qu'une fois l'an à l'occasion de la messe chrismale.
Guillaume fait don de l'Église Saint-Michel à l'abbaye de Cluny qui devient un prieuré secondaire rattaché à celui de Saint-Orens. Uciand, nouveau prieur, affecte une partie des moines auscitains au service de Saint-Michel et Saint-Orens s'agrandit encore avec l'annexion de cinq autres églises auxquelles s'ajoutent des vignes, des champs et un moulin sur l'Arçon dépendants de la juridiction de Guillaume I de Montaut et de ses frères Raymond, Odon, Olger, Géraud et Bertrand. Faisant pendant aux deux moulins de Saint-Martin et de Chelère attachés à Sainte-Marie, un troisième moulin est construit, aux abords du Prieuré, sur la rive gauche du Gers, en amont du bac à traille qui seul permet alors la traversée de la rivière, ici comme à Saint-Martin.

#### Effervescence intellectuelle et artistique

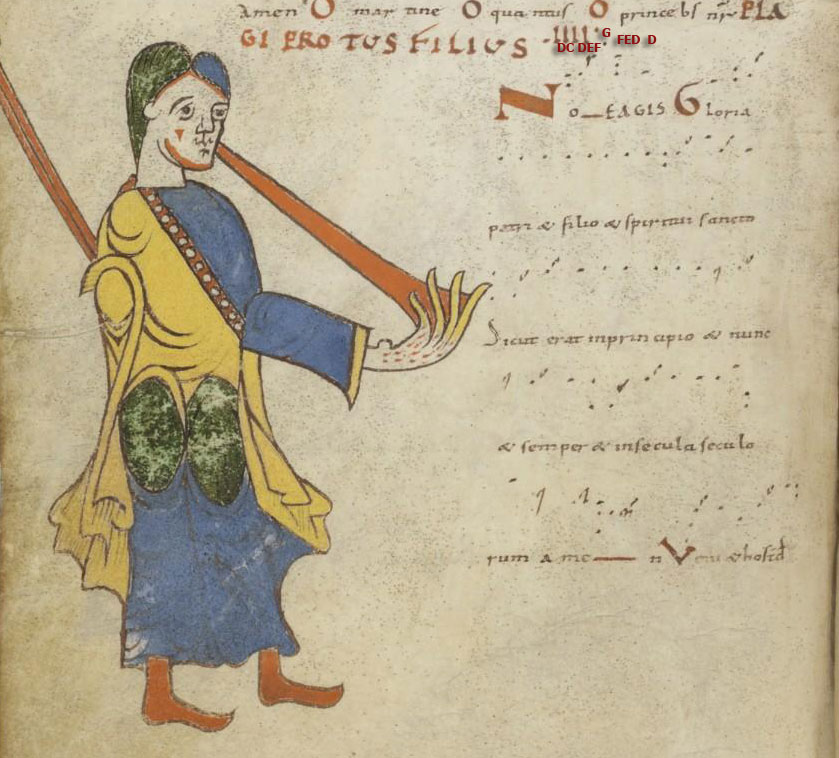
Folio 105v du du prieuré de Saint-Orens, Bibliothèque nationale de France, Département des manuscrits, Ms lat 1118

Le prieuré de Saint-Orens compte vingt-cinq religieux dont certains ont été envoyés à Auch par Hugues de Cluny. En dehors des offices, des temps de prière et de l'enseignement, ils œuvrent à l'embellissement de la nouvelle église. François Canéto décrit ainsi leurs réalisations : « Les statuettes, les hauts reliefs, les corbelets fantastiques, les chapiteaux historiés, les alvéoles en damier, les billettes prismatiques, les bâtons rompus, les dents de scie, les entrelacs et les mille caprices de la faune et de la flore murales sortaient, à l'envi, des masses informes où le tailleur de pierre avait à peine atteint les limites de l'épanelage. Le ciselet clunisois laissait partout l'empreinte caractéristique et aujourd'hui encore bien reconnaissante de la manière bourguignonne. » Les travaux dans la salle du scriptorium sont consacrés à la transcription des manuscrits, à l'enluminure, à la notation musicale de la liturgie. Le manuscrit latin 1118 de la Bibliothèque nationale de France contient des pages issues du prieuré de Saint-Orens qui, si elles ont plus tard été regroupées à Saint-Martial, démontrent l'existence, dès le Xe siècle, d'une école musicale gasconne. Outre un tropaire et un prosaire, les pages du manuscrit de Saint-Orens présentent différents instruments entre les textes enluminés d'un tonaire (en).

#### Consécration de l'église prieurale
L'église prieurale de Saint-Orens est consacrée en 1075, sous le prieurat d'Uciand, par l'archevêque d'Auch Guillaume I de Montaut. La date fut vraisemblablement choisie pour coïncider avec la fin du concile provincial de Tarbes où étaient réunis les suffragants de Bigorre et de Haute-Navarre.
Les sarcophages de Saint Clair, Taurin et Léothade sont mis à l'honneur ainsi que ceux de Sanche Mitarra et du fondateur Bernard le Louche. Détruits lors de la démolition de l'église en 1802, ils sont ainsi décrits par l'abbé Canéto : « Le monument funèbre n'avait, en lui-même, rien qui ne fût simple et austère. Mais sur le couvercle était couchée, en haut relief, l'effigie de Bernard-le-Louche. Ses jambes [...] s'étendaient parallèlement à une longue épée que Bernard retenait de son bras gauche, tandis qu'il croisait les deux mains sur sa lourde cuirasse et que ses deux pieds reposaient sur le dos d'un petit chien endormi [...] Sur le couvercle le sculpteur n'avait point mis de couronne, comtale ou autre. Mais il avait eu le soin de tourner la face vers l'Orient imprimant un mouvement à son buste semblant répondre à un appel. Sur le mur du croisillon opposé se voyait, symétriquement établi dans sa niche, le sarcophage du trisaïeul de notre comte [...] [Il] se composait de deux monolithes presque bruts, la tombe et le couvercle. Une colonnette courte et trapue était fixée sur le milieu de l'arête qui formait l'amortissement du couvercle et son chapiteau, de forme cubique sans sculptures, recevait la retombée de deux arcatures à plein cintre. Sur l'aire du tympan, développée à l'extra-dos de ces deux arcs géminés, était figuré en relief le comte Sanche-Mitarra de Vasconie, à cheval sur un lion qu'il domptait de sa main puissante. Nu pieds et coiffé d'un petit casque à pli de tête, sans visière ni rebord accentué, il avait pour toute armure défensive une saie courte et collante, qui voilait à peine les formes athlétiques du jeune héros navarrais. À droite et à gauche, les deux petits cintres étaient archivoltés de moulures romanes semées de fleurons. Et la corbeille des deux chapiteaux qui leur servaient d'amorce était ornée de feuillages, à travers lesquels on voyait quelques lapins se livrer à leurs ébats. Une frise portait au-dessus de la tête de Sanche l'espèce de vers léonin qui suit : Virtus samsonis domat ora leonis. »

#### Querelle des sépultures
En 1078, Bernard de Sédirac succède à Uciand à la tête du prieuré. Il reprend les recherches menées jusque-là sans succès et retrouve le corps de saint Orens, dont la trace s'était perdue depuis les invasions. Le corps, dont seule une infime partie était conservée dans un reliquaire, est déposé dans une châsse en métal ouvragé qui prend rang dans l'église prieurale auprès des sarcophages de saint Clair, de saint Taurin et de saint Léothade. Lorsqu'il monte sur le siège archiépiscopal de Tolède, Bernard est remplacé à la tête du prieuré par Guy (ou Guydon).
À plusieurs reprises, les prélats de Sainte-Marie avaient tenté de porter atteinte au privilège exclusif des sépultures que détenaient les orientins. Le pape Léon IX leur avait donné gain de cause une première fois contre l'archevêque d'Auch Raymond I, dit Raymond Copa. Raymond II était revenu à la charge et Urbain II avait confirmé le droit des religieux de Saint-Orens. Lors d'une nouvelle tentative, un compromis avait été trouvé, soutenu par Hugues de Cluny et Pascal II et favorisé par une donation de la famille du nouveau prieur Otger de Montaut en faveur de la cathédrale. Le don de Montarsin de Montaut et de ses neveux Odon et Bernard permit l'installation de la résidence des archevêques qui était encore à Saint-Martin dans un bâtiment jouxtant la nouvelle cathédrale à l'emplacement du palais archiépiscopal (l'actuelle préfecture du Gers). Gélase II donna encore raison au prieur lorsque Bernard de Sainte-Christie avait tenté d'interpréter la transaction en sa faveur.
Tout change avec la mort d'Hugues de Cluny et de Gélase. Le 15 avril 1120, Bernard II obtient de Calixte II un rescrit favorable à la liberté des sépultures. Le 29 il procède à l'inauguration de son nouveau cimetière à laquelle il convie Guillaume de Tarbes et Bertrand de Comminges et les autres évêques suffragants. Ajoutant à la perte de leur privilège, la consécration au sein de la cathédrale d'un autel dédié aux deux saints patrons du cimetière primitif de Saint-Jean-de-l'Aubépine, désormais celui de Saint-Orens, peut être ressentie comme une provocation par les religieux du prieuré. La réaction des moines est relatée ainsi selon un document rapporté par François Caneto : « Quelques membres du prieuré de Saint-Orens se présentèrent en armes après avoir déposé leur costume. Ils excitèrent un grand tumulte et lancèrent, dans la direction de l'autel, une grêle de pierres et de traits. Une flèche atteignit au pied Guillaume de Tarbes, qui alors officiait. Une autre blessa mortellement un laïque [...] Dans l'espérance de brûler avec l'église tous ceux qui se trouvaient alors à l'intérieur, un moine de Saint-Orens mit, de sa propre main, le feu aux parois de l'édifice, qui alors étaient de bois. Mais le dégât fut si peu considérable et l'incendie fut si facile à comprimer que la consécration put se faire quelques mois après. » Or, comme le précise l'abbé Canéto, « Austinde qui en avait jeté les fondements, aurait-il pu se résigner à reconstruire sa métropole avec des matériaux sans valeur, comme celle qu'il avait démolie, vilibus compactant materiis  ? L'église de Saint-Orens se bâtissait, en même temps, avec de la très belle pierre ; non seulement en fondation, mais encore en élévation : sur toutes les faces, de fort belles assises en moellon smillé formaient le parement vu à l'intérieur comme à l'extérieur. En sa qualité d'abbé claustral, il avait lui-même dirigé une partie notable de cette construction, si remarquable à tous égards. Et, pour sa métropole, il se serait contenté de murs de bois ! Il l'aurait fallu, sans doute, pour donner quelque vraisemblance à l'accusation du chroniqueur. » Ce témoignage indirect, cité par les auteurs successifs tant l'anecdote est piquante, est d'autant plus sujet à caution que son auteur évoque la relation de cet épisode auprès du concile de Toulouse qui s'est tenu neuf mois plus tôt et dont aucun compte rendu ne fait évidemment mention. Quoi qu'il en soit, la liberté des sépultures est décrétée par Calixte II et Bernard de Sainte-Christie inaugure la cathédrale le 12 février 1121.